# Мечислав Відай
Мечислав Відай (англ. Mieczysław Widaj; нар. 12 вересня 1912, Мостиська, Австро-Угорщина (нині — місто районного значення Яворівського району Львівської області) — пом. 11 січня 2008, Варшава, Польща) — польський комуніст, військовий суддя, полковник збройних сил ПНР. До 1945 року — офіцер Армії Крайової. Після приходу до влади комуністів примкнув до ППР-ПОРП. У 1945—1952 роках — заступник голови Варшавського окружного військового суду, в 1953—1956 рр. — заступник голови Верховного військового суду. Відігравав важливу роль в політичних репресіях, виніс більше ста смертних вироків стосовно учасників антикомуністичного опору, в тому числі бійців Армії Крайової.

## Юрист і офіцер
У 1934 році закінчив юридичний факультет Університету Яна Казімєжа. Проходив військову службу в артилерійському училищі Володимира-Волинського. У 1938 році отримав звання підпоручика артилерії. Перейшов в органи юстиції, в 1939 був суддею в Мостиській, потім у Перемишлі.
У вересні 1939 році брав участь у польській кампанії, командував артилерійським взводом. Приєднався до антинацистського збройного підпілля, був офіцером Армії Крайової (АК).

## Комуністичний суддя
У березні 1945 року приєднався до польської армії під комуністичним командуванням. Був призначений суддею Варшавського гарнізону, потім Лодзинського військового округу. У 1948 році вступив до ПОРП і обійняв посаду заступника голови окружного військового суду у Варшаві, з 1952 — голова суду. У 1954—1956 роках — заступник голови Верховного військового суду. Мав військове звання полковника.
За даними польських джерел, з 1945 по 1953 роках Мечислав Відай виніс 106 смертних вироків представникам антикомуністичної опозиції та учасникам збройного Опору, в тому числі бійцям і офіцерам Армії Крайової (в якій раніше був сам).
Зокрема, за вироками Відая були розстріляні підполковник Армії Крайової Антоній Олехнович, майор Зігмунт Шендзеляж, капітан Генрик Боровський, поручики Зигмунт Шимановський та Стефан Бронарський, підпоручик Мечислав Гагоровський, прапорщики Люціан Мінкевич та Адам Мирецький, активіст Союзу збройної боротьби Владислав Лисецький. Смертний вирок виніс Відай також щодо льотчика Станіслава Скальського, але він був помилуваний рішенням Болеслава Берута. На довічне ув'язнення були засуджені Мечиславом Відаєм підполковник Ян Мазуркевич (автор заклику до розпуску Армії Крайової), підпоручик АК Лідія Львова. До 12 років ув'язнення засудив Мечислав Відай єпископа Чеслава Качмарека.
Діяльність полковника Відая як військового судді була провідним чинником політичних репресій в повоєнній Польщі.

## Після відставки
У грудні 1956 році, після смерті Берута і на тлі десталінізації, Мечислав Відай був відсторонений від суддівської посади і переведений в резерв. У 1957 році звільнений з органів військової юстиції.
До виходу на пенсію мав приватну практику адвоката. До відповідальності не притягувався, отримував подвійну пенсію — цивільну та військову. Помер у віці 95 років.

## Похоронні переміщення
Ховати Мечислава Відая передбачалося на парафіяльному цвинтарі при костьолі святої Катерини у Варшаві. Однак на цьому цвинтарі поховані сотні бійців антикомуністичного підпілля. План поховання Відая викликав численні простести, у тому числі відомих політиків, включаючи Збігнєва Ромашевського, на той час віце-голови сенату. У результаті сім'я Відая відмовилася від початкового наміру.
Мечислава Відая поховано на іншому варшавському кладовищі. Його могила неодноразово була занечищена. У 2009 році останки Відая довелося ексгумувати і перенести з Варшави на кладовище в Гродзиськ-Мазовецькому.